# Алан Патрік
А́лан Па́трік Лоре́нсу (порт. Alan Patrick Lourenço; нар. 13 травня 1991, Катандува, Бразилія) — бразильський футболіст, півзахисник бразильського клубу «Інтернасьйонал».

## Життєпис

### Клубна кар'єра
Алан Патрік є вихованцем клубу «Сантус», де він грав із 2004 року. Причому в дитинстві окрім футболу, грав у футзал.
В основному складі «Сантуса» в чемпіонаті Бразилії дебютував за тренера Вандерлея Лушембургу 13 вересня 2009 року в матчі проти «Санту-Андре» (1:0): Алан Патрік вийшов на 63 хвилині замість Мадсона. 2009 року став найкращим бомбардиром чемпіонату Бразилії серед футболістів не старше 20 років. У складі «Сантуса» двічі виграв Лігу Паулісту у 2010 та 2011 роках і здобув перемогу в Кубку Бразилії у 2010.
2011 року разом із «Сантосом» виграв Кубок Лібертадорес, у фіналі клуб обіграв за сумою двох матчів уругвайський «Пеньяроль» (0:0, 2:1). Алан Патрік зіграв у першому матчі, вийшовши на 79 хвилині на стадіоні «Сентенаріо» замість Елано.
Улітку 2011 року з'явилася інформація про інтерес до Алана Патріка з боку: київського «Динамо», «Інтернасьйонала», «Лілля» й донецького «Шахтаря».
24 червня 2011 року підписав п'ятирічний контракт із донецьким «Шахтарем». За Патріка клуб заплатив 4 мільйони євро. У новому клубі він взяв собі 70 номер.
У новому клубі справи у футболіста одразу не склалися: за підсумками сезону 2011/12 він зіграв лише у двох офіційних матчах за «гірників», один із яких у Прем'єр-лізі, а другий — у Кубку України. Причому в кубковому поєдинку півзахисник відзначився забитим голом, вразивши ворота свердловського «Шахтаря» (2:0) в рамках 1/16 фіналу турніру. А наступного сезону Алан зіграв ще в чотирьох матчах чемпіонату і двох кубка. Утім, Алан Патрік став чемпіоном та володарем Кубка України у 2012 та 2013 роках.
Так і не пробившись до основного складу команди, улітку 2013 року Алан Патрік на правах оренди перейшов в «Інтернасьйонал», де виступав до кінця 2014 року. За цей час за команду він зіграв 49 матчів у всіх турнірах і забив 4 голи, після чого клуб не побажав продовжити оренду гравця.
У січні 2015 року футболіст був відданий на рік в оренду в «Палмейрас». Проте в новій команді Алан не зміг пробитись до основи, зігравши за півроку в усіх турнірах лише 12 матчів (із них тільки два в чемпіонаті), через що в червні 2015 року клуб погодився відпустити гравця у «Фламенго». Вони хотіли орендувати гравця до червня наступного року, однак донецький клуб погодився лише на піврічну оренду. 30 грудня 2015 року стало відомо, що «Фламенгу» пролонгував орендну угоду ще на рік. Наприкінці грудня 2016 року повернувся до лав «Шахтаря».

### Кар'єра у збірній
Виступав за юнацьку та молодіжну збірні Бразилії.
Узимку 2011 року у складі молодіжної збірної виграв чемпіонат Південної Америки, який відбувся в Перу. На турнірі він провів всього 3 матчі (проти Колумбії та двічі проти Еквадору).
Алан Патрік був уключений Неєм Франку у склад на молодіжний чемпіонат світу 2011 року, який відбувся в Колумбії, де бразильці стали тріумфаторами турніру.

## Статистика виступів
Статистичні дані наведено станом на 12 грудня 2021 року
| Сезон                      | Команда                    | Чемпіонат                  | Чемпіонат | Чемпіонат | Кубок країни | Кубок країни | Кубок країни | Континентальні кубки | Континентальні кубки | Континентальні кубки | Інші змагання | Інші змагання | Інші змагання | Усього | Усього |
| Сезон                      | Команда                    | Ліга                       | Ігор      | Голів     | Ліга         | Ігор         | Голів        | Ліга                 | Ігор                 | Голів                | Ліга          | Ігор          | Голів         | Ігор   | Голів  |
| -------------------------- | -------------------------- | -------------------------- | --------- | --------- | ------------ | ------------ | ------------ | -------------------- | -------------------- | -------------------- | ------------- | ------------- | ------------- | ------ | ------ |
| 2009                       | «Сантус»                   | СА                         | 3         | 0         | —            | —            | —            | —                    | —                    | —                    | —             | —             | —             | 3      | 0      |
| 2010                       | «Сантус»                   | СА                         | 18        | 4         | КБ           | 0            | 0            | КЛ                   | 0                    | 0                    | ЛП            | 1             | 0             | 19     | 4      |
| 2011                       | «Сантус»                   | СА                         | 2         | 0         | КБ           | 0            | 0            | КЛ                   | 5                    | 1                    | ЛП            | 7             | 1             | 14     | 2      |
| Всього за «Сантус»         | Всього за «Сантус»         | Всього за «Сантус»         | 23        | 4         | —            | 0            | 0            | —                    | 5                    | 1                    | —             | 8             | 1             | 36     | 6      |
| 2011–12                    | «Шахтар»                   | УПЛ                        | 1         | 0         | КУ           | 1            | 1            | ЛЧ                   | 0                    | 0                    | СКУ           | 0             | 0             | 2      | 1      |
| 2012–13                    | «Шахтар»                   | УПЛ                        | 4         | 1         | КУ           | 2            | 0            | ЛЧ                   | 0                    | 0                    | СКУ           | 0             | 0             | 6      | 1      |
| 2016–17                    | «Шахтар»                   | УПЛ                        | 9         | 1         | КУ           | 1            | 0            | ЛЧ+ЛЄ                | 0                    | 0                    | СКУ           | 0             | 0             | 10     | 1      |
| 2017–18                    | «Шахтар»                   | УПЛ                        | 25        | 3         | КУ           | 4            | 0            | ЛЧ                   | 3                    | 0                    | СКУ           | 0             | 0             | 32     | 3      |
| 2018–19                    | «Шахтар»                   | УПЛ                        | 27        | 2         | КУ           | 3            | 0            | ЛЧ+ЛЄ                | 5+2                  | 0                    | СКУ           | 1             | 0             | 38     | 2      |
| 2019–20                    | «Шахтар»                   | УПЛ                        | 25        | 4         | КУ           | 0            | 0            | ЛЧ+ЛЄ                | 6+6                  | 1+3                  | СКУ           | 1             | 1             | 38     | 9      |
| 2020–21                    | «Шахтар»                   | УПЛ                        | 21        | 4         | КУ           | 1            | 0            | ЛЧ+ЛЄ                | 5+4                  | 0+1                  | СКУ           | 1             | 0             | 32     | 5      |
| 2021–22                    | «Шахтар»                   | УПЛ                        | 11        | 2         | КУ           | 0            | 0            | ЛЧ                   | 8                    | 1                    | СКУ           | 1             | 1             | 20     | 4      |
| Всього за «Шахтар»         | Всього за «Шахтар»         | Всього за «Шахтар»         | 123       | 17        | —            | 12           | 1            | —                    | 39                   | 6                    | —             | 4             | 2             | 178    | 26     |
| 2013                       | «Інтернасьйонал»           | СА                         | 5         | 0         | КБ           | 1            | 0            | —                    | —                    | —                    | —             | —             | —             | 6      | 0      |
| 2014                       | «Інтернасьйонал»           | СА                         | 24        | 2         | КБ           | 5            | 0            | КС                   | 2                    | 0                    | ЛГ            | 12            | 2             | 43     | 4      |
| Всього за «Інтернасьйонал» | Всього за «Інтернасьйонал» | Всього за «Інтернасьйонал» | 29        | 2         | —            | 6            | 0            | —                    | 2                    | 0                    | —             | 12            | 2             | 49     | 4      |
| 2015                       | «Палмейрас»                | СА                         | 2         | 0         | КБ           | 2            | 0            | —                    | —                    | —                    | ЛП            | 8             | 0             | 12     | 0      |
| 2015                       | «Фламенгу»                 | СА                         | 26        | 7         | —            | —            | —            | —                    | —                    | —                    | —             | —             | —             | 26     | 7      |
| 2016                       | «Фламенгу»                 | СА                         | 28        | 4         | КБ           | 3            | 1            | КС                   | 4                    | 2                    | ЛК+ПЛ         | 10+1          | 1             | 46     | 8      |
| Всього за «Фламенгу»       | Всього за «Фламенгу»       | Всього за «Фламенгу»       | 54        | 11        | —            | 3            | 1            | —                    | 4                    | 2                    | —             | 11            | 1             | 72     | 15     |
| Всього за кар'єру          | Всього за кар'єру          | Всього за кар'єру          | 231       | 34        | —            | 23           | 2            | —                    | 50                   | 9                    | —             | 43            | 6             | 347    | 51     |

## Досягнення
- Володар Кубка Бразилії: 2010
- Переможець Ліги Паулісти: 2010, 2011
- Переможець Кубка Лібертадорес: 2011
- Чемпіон Південної Америки (U-20): 2011
- Чемпіон світу серед молодіжних команд: 2011
- Чемпіон України: 2011-12, 2012-13, 2016-17, 2017-18, 2018-19
- Володар Кубка України: 2011–12, 2012–13, 2016-17, 2017-18, 2018-19
- Переможець Ліги Гаушу: 2014